# Posada (Santianes)
Posada (oficialmente en asturiano: Pousada) es una aldea española perteneciente a la parroquia de Santianes, en el concejo de Tineo (Asturias) con unos 30 vecinos. Entre su patrimonio destacan sus 12 hórreos y 4 paneras todos ellos en un estado de conservación bastante aceptable. En Posada se encuentra también la capilla de Santo Tomás con las imágenes de Santo Tomás Apóstol, Santo Tomás de Aquino y la Virgen de Luján. La festividad de Santo Tomás se celebra el último domingo de mayo.
- Datos: Q125958760